# Lichomolgus pectinatus
Lichomolgus pectinatus is een eenoogkreeftjessoort uit de familie van de Lichomolgidae. De wetenschappelijke naam van de soort is voor het eerst geldig gepubliceerd in 2011 door Moon & I.H. Kim.